# 有機合成化学
有機合成化学（ゆうきごうせいかがく、英語：organic synthetic chemistry）とは、有機化合物の新規な合成方法を研究する学問であり、有機化学の一大分野である。時として合成有機化学（synthetic organic chemistry）、あるいは「有機」の語が略されて単に合成化学と呼ばれる場合もある。

## 概要
無機化学と異なり有機化学では、単純な有機化合物から官能基変換や C−C 結合生成などの手法の組み合わせでより複雑な化合物を合成する。言い換えると、使用する化学反応の特性や、適用する順番など複数の化学反応の組み合わせから成る合成計画（あるいは合成戦略とも呼ばれる）に基づいて目的の化合物が合成されるし、また合成計画の如何によって目的の化合物が得られたり、得られなかったりもする。
有機合成化学においては、新しい化学反応や新しい概念に基づく合成計画を研究することにより、いままで合成が困難であった一連の新規化合物を合成できるようにしたり、あるいは単に合成収率が良いというだけでなく、経済的あるいは環境的にもより効率的な合成計画を編み出すことが目的となる。

## 合成計画
有機合成化学では新規化合物を導出する合成計画や、より合理的かつ効率的な合成計画を導出する方法論が研究対象となる。すなわち有機合成化学では目標化合物が存在していて、それを合成する手法をあるいはそれに付随する概念が研究対象となる。その合成手法の完成形として、一般的あるいは入手可能な単純な化合物から出発して合成困難な化合物へと至る一連の化学反応のプロセスが合成計画として立案される。
合成計画では化合物の一部分に着目し、その部位に対してある化学反応を適用することにより官能基変換や置換基の導入を行うのであるが、実際には化合物全体が反応条件にさらされるので、適用した化学反応が着目点以外の部位に対しても影響する可能性がある。また、合成計画のプロセスを入れ替えると、それによってプロセスの各段階での置換基や中間体の構造は変化する。したがって、目的の部分に対して化学反応が作用するように合成計画の各段階は良く吟味する必要がある。

### 保護基
前述したように、反応物の一部分に対して化学反応を適用すると、目的以外の部分に対しても作用する可能性があることがほとんどである。目的の部位がその化学反応に対して最も反応性が高く、それ以外の部位は著しく反応性が低いかまったく反応しない状況でないかぎりは目的とした反応の成果が得られない。その様な場合、後の段階で除去することを前提に、一時的に目的以外の部分の反応性を落とす目的で導入する置換基を保護基と呼ぶ。また、保護基を導入する反応を保護（反応）、除去する反応を脱保護（反応）と呼称する。
保護反応も脱保護反応も化学反応であるから、根源的には目的以外の部位に対して反応するという問題を内在する。したがって、目的となる官能基に対してのみ作用し、脱保護においても他の官能基に作用しない選択性が高い反応を適用することが重要である。また保護基を合成計画に組み入れる場合は、保護反応・脱保護反応が合成計画に与える影響を全般的に吟味して、保護基の種類と保護反応あるいは脱保護反応を適用する段階が設計される。

### 立体構造
有機合成化学には、有機反応化学で発見された有機反応が応用されるのであるが、有機反応化学の研究においては解決すべき問題を単純化する為に比較的簡単なモデル化合物で検討される。一方、有機合成化学では複雑な分子を扱う為に、有機反応化学で見出された反応の官能基特異性、位置特異性あるいは立体特異性がそのまま発現しないことも多い。
その様な不具合は例えば、分子内水素結合が生じることなどにより反応点の化学的特性が変わったり、近傍の置換基などの立体障害により実際の立体配座においては反応点が分子外面から遮蔽されていたりすることなどで発生する。したがって、どのような順番で合成計画を組み上げるか、あるいは同種の保護基の中からどの保護基を採用するかなど、反応パターンだけではなく、立体化学的な影響についても十分に吟味する必要がある。あるいは、保護基を使うことで積極的に中間体の立体配座を制御して、反応が進行しやすいように合成計画を設定する場合もある。

### 逆合成法
合成計画を立案する方法として逆合成法 (retro-synthesis method) が用いられる。逆合成法では一般の化学反応式とは逆に最終生成物から出発して、既知の化学反応を元に各段階の反応物を導出してゆく手法である。複雑な化合物を合成する際には必須の概念である。
前述したように、合成計画ではプロセスの順番にも意味があるので、保護基の保護反応や脱保護反応の組み込みなども含めて吟味されるため、逆合成の全体像は何度も推敲され変化した果てに完成する。完成した逆合成を通常の実施する順番に書き直したものが合成計画となる。前出のキュバンを例に逆合成法を次に示す。
キュバンの C−C−C 結合角は約90度で、この結合角の歪みがキュバン骨格の合成を困難にしている。この困難を克服する為にファボルスキー転位による5員環→4員環の環縮小反応と光条件化での [2+2] ペリ環状反応を鍵反応に採用して、キュバン骨格へと段階的に折り込んで行く逆合成法を次に示す。
逆合成法を図示する際に使用する化学反応式では、通常のものと区別する為に白抜きの矢印{\displaystyle \Rightarrow }が使用される。上記の逆合成法では最初に現れるFavorskii転移は反応点が2つあるので（図では緑で示した部分が赤で示した部分と干渉する反応点である）、一連のプロセスに保護と脱保護を組み込んで調整する。
以上で逆合成の推敲が完了する。

### コンピューター支援合成経路探索
今日においても合成計画の立案は属人的な、いわゆる職人芸的な要素の強い分野であるが、古くから論理的に合成経路を立案する方法（合成計画の自動化）が模索され続けている。
すなわち反応データベースと探索エンジンとを組み合わせた自動合成経路探索プログラムが従来より研究されてきており、代表的なものを次に示す。
- EROS — ヨハン・ガスタイガー (Johann Gasteiger)
- LHASA — イライアス・コーリー
- CAMEO — ウィリアム・ヨーゲンセン (William L. Jorgensen)
- AIPHOS/KOSP — 船津公人（豊橋技術科学大学）・富士通

## 全合成
複雑な天然由来の化学物質などを目標とし、有機化学の手法のみを組み合わせて合成することを全合成という。有機合成化学において一大テーマであり、ロバート・バーンズ・ウッドワードをはじめ著名な有機化学者によって多くの化合物の全合成研究が行われ、その過程で様々な新規化学反応が発見・開発されるとともに社会に医薬品等を人工的に供給する手段を提供してきた。
全合成研究を進める意義としては、分光学的に決定された化合物の構造が実際に正しいか確認すること、天然からは微量しか得られない化合物を人工的に多量に供給すること、全合成の過程で新規化学反応を発見すること、などがあげられる。現在では、極めて複雑な化合物でも複数の反応を組み合わせることで合成が可能となっている。
一方、きわめて複雑な化合物を目標とする場合、反応工程が数十段階に達し、全体の収率が極めて低いケースも珍しくない。このような全合成研究には莫大な研究費と時間が費やされるものの、他の研究グループによって追試されたり、工業的な合成法として採用されたりする可能性が極めて低いため、研究者の自己満足であるという批判もしばしば行われている。今日では、全合成はただ達成するだけでは評価されず、途中の工程の数や収率、アイデアが重要視され、優れた全合成は「美しい」「エレガント」という形容がされる。
以下に、著名な全合成研究の幾つかを示す。
- 1933年 ビタミンC — タデウス・ライヒスタイン
- 1944年 キニーネ — ウッドワード、ウィリアム・デーリング (William von Eggers Doering)
- 1951年 コレステロール — ウッドワード
- 1955年 オキシトシン — ヴィンセント・デュ・ヴィニョー (Vincent du Vigneaud)
- 1957年 ペニシリンV — ジョン・シーハン (John C. Sheehan)
- 1960年 クロロフィル — ウッドワード
- 1968年 プロスタグランジン類 — イライアス・コーリー
- 1972年 ビタミンB12 — ウッドワード
- 1994年 テトロドトキシン — 岸義人

ビタミンC
キニーネ
コレステロール
オキシトシン
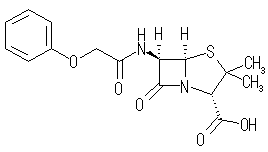
ペニシリンV
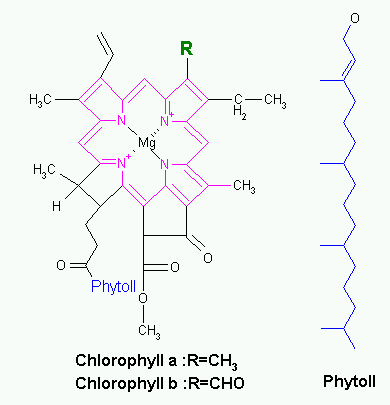
クロロフィル
プロスタグランジン
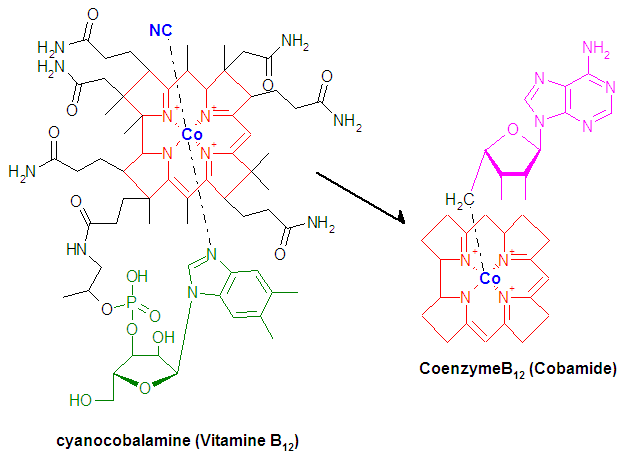
ビタミンB12
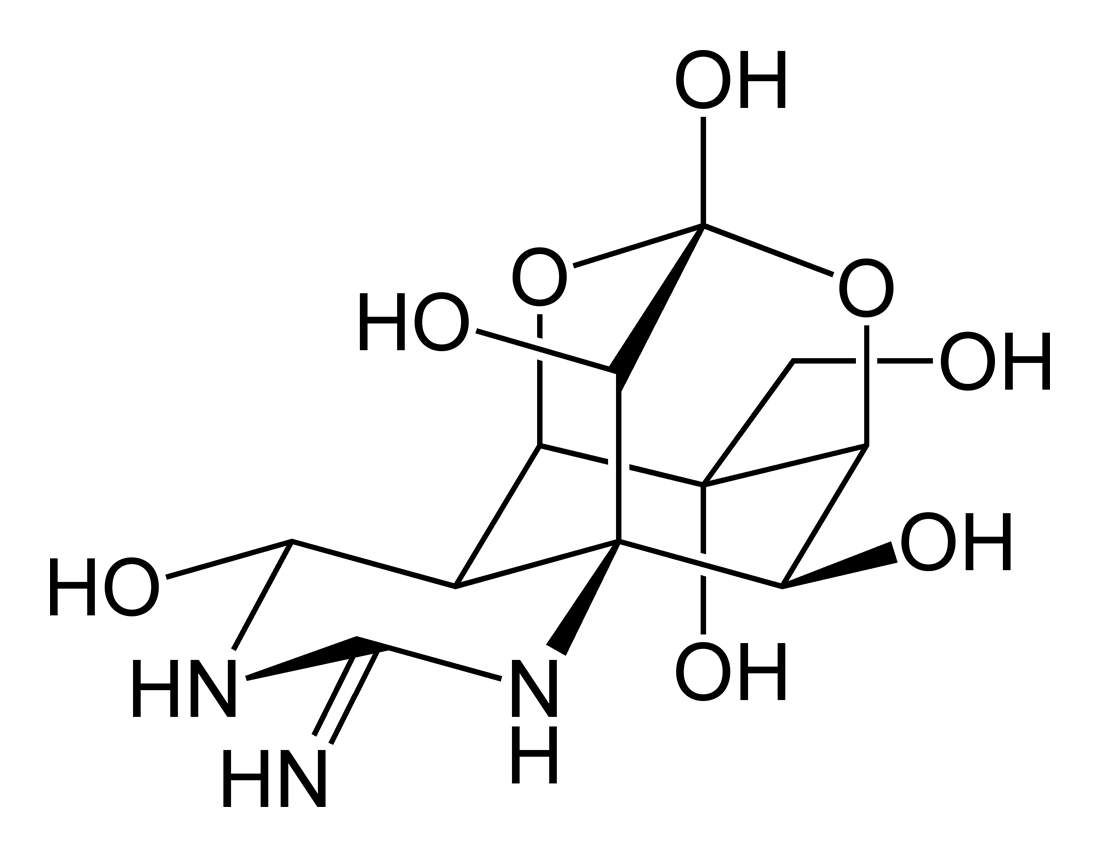
テトロドトキシン

## 精密化学
有機合成化学自体、あるいはその成果物である複雑な有機化合物とそれを扱う産業を総称して精密化学（せいみつかがく、fine chemical）という。精密化学は時として精密有機化学あるいは精密合成化学とも呼ばれる。精密化学は医薬、農薬あるいは香料を製造する際に利用され、社会に貢献している。

## 関連分野
- 化学合成
- 物理有機化学
- 有機反応論
- 不斉合成化学
- 天然物化学
- 分光学
- 機器分析化学